# 約翰·希本
約翰·希本（John Grier Hibben，1861年4月19日—1933年5月16日），長老會牧師、哲學家暨教育家，他從1912年至1932年接替擔任普林斯頓大學校長，繼任伍德羅·威爾遜和實施改革。